# Баранов Сергій Андрійович (волейболіст)
Сергій Андрійович Баранов (рос. Сергей Андреевич Баранов; 10 серпня 1981, Горлівка, Донецька область) — російський волейболіст українського походження, діагональний нападник, заслужений майстер спорту.

## Життєпис
Сергій Баранов прийшов у волейбол досить пізно — у 17 років, коли його зарахували на факультет фізичного виховання Чернігівського педагогічного інституту за спеціалізацією волейбол. Його першим тренером був Михайло Пєтухов. Через півроку, під час молодіжного чемпіонату України, що проходив у Харкові, молодого спортсмена помітили працівники «Білогір'я-Динамо». Сергій переїхав до Білгорода і перевівся на факультет фізичної культури і спорту БєлДУ. До 2001 року Сергій виступав за «Білогір'я-Динамо», від 2002 року — за «Локомотив-Білогір'я», в сезоні-2006/07 був капітаном бєлгородської команди.
Восени 2002 року, після відходу з «Білогір'я» Олександра Клімкіна та Андрія Ткаченка, Сергій Баранов виявився єдиним діагональним бєлгородської команди і так швидко вписався в її основний склад, немов грав у ньому не один рік. Баранов зробив величезний внесок у досягнення «Локомотива-Білогір'я» в сезоні-2002/03: команда, видавши рекордну 31-матчеву переможну серію, вкотре стала чемпіоном Росії і вперше в російській історії здобула перемогу в Лізі чемпіонів. Фінальний матч головного єврокубка проти іменитої «Модени» став багато в чому символічним у кар'єрі Сергія: він за всіма показниками перевершив діагонального суперників і колишнього гравця «Білогір'я» Романа Яковлєва і тим самим загострив конкуренцію за місце у складі збірної Росії, яку впродовж багатьох років було годі уявити без Яковлєва. Дебют Баранова в збірній відбувся 24 травня 2003 року в Кабімасі в матчі Світової ліги проти команди Венесуели.
Сергій Баранов був одним із ключових гравців збірної Росії у 2003—2005 роках, у 2006-му через  травму пропустив частину сезону, але все ж приєднався до команди під час групового турніру Світової ліги. Загалом зіграв за збірну Росії в 62 офіційних матчах, набрав 350 очок.
Влітку 2007 року один із найталановитіших російських гравців переніс операцію на плечі, після якої пережив довгий відновлювальний період і в сезоні-2008/09 повернувся до складу «Локомотива-Білогір'я», склавши конкуренцію на позиції діагонального Ґундарсові Целітансу. У сезоні-2009/10 виступав за новосибірський «Локомотив», у наступному чемпіонаті — за кемеровський «Кузбас», потім знову за «Локомотив».
У жовтні 2012 року Сергій Баранов оголосив про завершення спортивної кар'єри через травму, проте через кілька місяців отримав пропозицію від президента клубу «Газпром-Югра» Рафаеля Хабібулліна повернутися в гру. Спортсмен пройшов курс реабілітації в Німеччині, а 2 квітня 2013 року в матчі 1/8 фіналу чемпіонату Росії вперше вийшов на майданчик у складі сургутської команди.
Після завершення сезону-2013/14 Сергій Баранов знову перервав кар'єру, протягом деякого часу тренувався з другою командою «Білогір'я». Восени 2015 року повернувся у великий волейбол в матчах «Білогір'я» на Кубку Перемоги.

## Досягнення

### Зі збірною Росії
- Бронзовий призер чемпіонату Європи (2003[ru]).
- Срібний призер Євроліги (2004).
- Бронзовий призер XXVIII літніх Олімпійських ігор[ru] (2004).
- Переможець Євроліги (2005).
- Срібний призер чемпіонату Європи (2005[ru]).
- Бронзовий призер Світової ліги (2006[en]).

### У клубній кар'єрі
- Бронзовий призер чемпіонату Росії серед команд вищої ліги «А»[ru] (2000/01[ru]).
- Чемпіон Росії[ru] (2002/03[ru], 2003/04[ru], 2004/05[ru]).
- Срібний призер чемпіонату Росії (2005/06[ru]).
- Володар Кубка Росії[ru] (2003[ru], 2005[ru]), фіналіст Кубка Росії (2015[ru]).
- Переможець Ліги чемпіонів (2002/03, 2003/04).
- Бронзовий призер Ліги чемпіонів (2004/05, 2005/06).
- Переможець Кубка Європейської конфедерації волейболу (2008/09).

### Особисті
- Найкращий нападник «Фіналу чотирьох» Ліги чемпіонів (2003/04).
- Учасник Матчу зірок Росії[ru] (2005).

## Нагороди та звання
Після перемоги «Локомотива-Білогір'я» в Лізі чемпіонів-2002/03 Сергій Баранов, який мав перший розряд, не встигнувши побувати майстром спорту, відразу став майстром спорту міжнародного класу. Наступного року, після бронзового успіху збірної на Олімпіаді в Афінах Сергію присвоїли звання заслуженого майстра спорту. Також його нагородили медаллю ордена «За заслуги перед Вітчизною» II ступеня.